# Zwickelbier

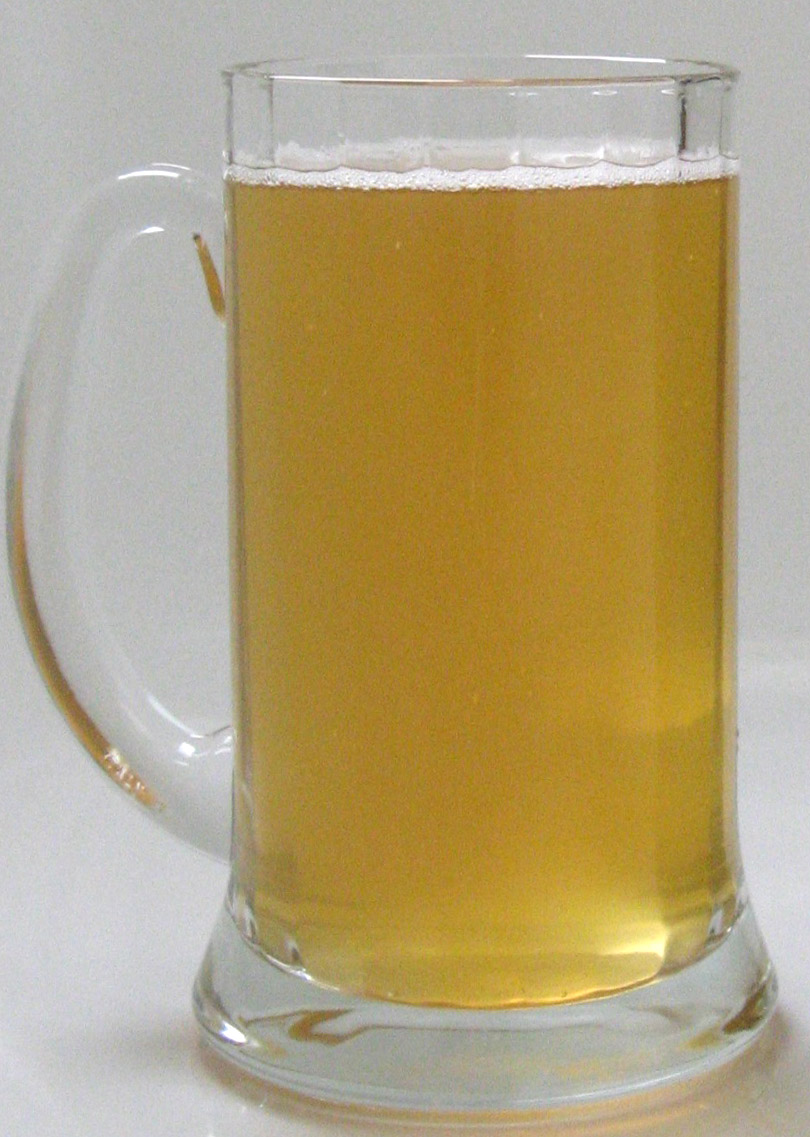
Ejemplo de Kellerbier.

Zwickelbier (también Kellerbier o Zwickl) es un tipo de cerveza sin filtrar, con una turbiedad natural (naturtrüb). Kellerbier quiere decir, literalmente, cerveza de sótano o cerveza de bodega, en referencia a su lugar de almacenamiento y producción. Es muy típica de las regiones de Alta Franconia (sobre todo en la región turística de la Suiza Francona, donde es elaborada por decenas de cervecerías artesanales), y el Alto Palatinado.

## Descripción
Este tipo de cerveza se ofrece principalmente en las tabernas directamente después del proceso de fermentación, aunque también está disponible embotellada. De tal manera, no está sujeta al proceso habitual de maduración en frío. Por su método de fermentación, en que la presión del barril está igualada a la ambiental gracias a una abertura, su contenido en ácido carbónico es reducido, porque puede escapar. En general, una Zwickelbier tiene una pronta caducidad y debe beberse fresca. 
Originalmente, se usaba el término Zwickelbier para la muestra de cerveza que el maestro cervecero sacaba del barril mediante el Zwickelhahn (una especie de venencia) antes de la filtración, para realizar una prueba o cata. En la actualidad se vende en grandes cantidades, habitualmente como cerveza clara de baja fermentación, pero también de alta fermentación, por ejemplo el tipo Kellerweizen. La denominación depende de la región donde se encuentre la fábrica. Junto a los términos Zwickelbier y Kellerbier, en parte del Alto Palatinado se conoce como Zoigl. Aunque pueden ser tanto de trigo, como oscuras o claras (presentan una enorme variedad) las Zwickelbier se caracterizan por beberse u obtenerse (para embotellamiento) directamente de la bodega donde se almacenan, sin filtrar.